# Due begli occhi
Due begli occhi (Bullets and Brown Eyes) è un film muto del 1916 diretto da Scott Sidney sotto la supervisione di Thomas H. Ince. Considerato un film perduto, aveva come interpreti William Desmond, Bessie Barriscale, Wyndham Standing, J. Barney Sherry. In un piccolo ruolo, vi appare anche John Gilbert, futura grande star di Hollywood.

## Trama
Benché appartengano a due paesi in guerra tra di loro, la contessa Olga e il principe Carl si amano. Però Michael, il fratello di Olga, riesce, facendo leva sul patriottismo della sorella, a convincerla ad attirare Carl nel loro paese. Si tratta di un tranello e il principe, dopo il suo arresto, viene condannato alla fucilazione. Olga, pentita di ciò che ha fatto, libera Carl che si mette in salvo raggiungendo i suoi ussari. Olga, intanto, accusata di tradimento, viene mandata in un convento, dove dovrà scontare una condanna a vita. Proprio prima che le porte del monastero si richiudano per sempre per lei, giunge Carl: Olga è salva e i due amanti si allontanano insieme verso il tramonto.

## Produzione
Il film fu prodotto dalla Kay-Bee Pictures e dalla New York Motion Picture con il titolo di lavorazione Will o' the Wisp.

## Distribuzione
Il copyright del film, richiesto dalla Triangle Film Corp., fu registrato il 12 marzo 1916 con il numero LP10828.

Distribuito dalla Triangle Distributing, il film uscì nelle sale cinematografiche degli Stati Uniti il 20 febbraio 1916.
In Italia, fu distribuito dalla Parravicini con il titolo Due begli occhi.
Non si conoscono copie ancora esistenti della pellicola che viene considerata presumibilmente perduta.